# Denzel Perryman
Denzel Perryman (Miami, 5 dicembre 1992) è un giocatore di football americano statunitense che milita nel ruolo di linebacker per i Los Angeles Chargers della National Football League (NFL). Al college ha giocato per l'Università di Miami.

## Carriera universitaria
Dopo aver giocato a football nella Coral Glabes Senior High School, Perryman nel 2011 andò a giocare all'Università di Miami con i Miami Hurricanes impegnati nella Atlantic Coast Conference (ACC) della Divisione I della Football Bowl Subdivision (FBS) della NCAA. Nelle quattro stagioni con gli Hurricanes Perryman ha fatto registrare complessivamente 351 tackle, 4,5 sack e 6 fumble.
Fu nominato tra i migliori giocatori della conference (First-Team All-ACC) sia nel 2013 che nel 2014.
| Stagione | Stagione | Stagione   | Stagione   | Stagione | Stagione | Difesa  | Difesa  | Difesa  | Difesa | Difesa | Difesa |
| Anno     | Squadra  | Campionato | Conference | P        | PT       | T. tot. | T. sol. | T. ass. | Sack   | Pdev   | FF     |
| -------- | -------- | ---------- | ---------- | -------- | -------- | ------- | ------- | ------- | ------ | ------ | ------ |
| 2011     | Miami    | FBS Div. I | ACC        | 12       | 0        | 69      | 47      | 22      | 1,0    | 0      | 0      |
| 2012     | Miami    | FBS Div. I | ACC        | 9        | 0        | 64      | 45      | 19      | 0,0    | 0      | 0      |
| 2013     | Miami    | FBS Div. I | ACC        | 13       | 13       | 108     | 69      | 39      | 1,5    | 0      | 1      |
| 2014     | Miami    | FBS Div. I | ACC        | 13       | 13       | 110     | 79      | 31      | 2,0    | 0      | 3      |
| Totale   | Totale   | Totale     | Totale     | 47       | 26       | 351     | 240     | 111     | 4,5    | 0      | 4      |

Fonte: Football Database
In grassetto i record personali in carriera — Statistiche aggiornate alla stagione 2014

## Carriera professionistica

### San Diego/Los Angeles Chargers
Perryman fu scelto nel corso del secondo giro (48º assoluto) del Draft NFL 2015 dai San Diego Chargers.

#### Stagione 2015
Perryman debuttò come professionista il 13 settembre 2015, subentrando nella gara del primo turno contro i Detroit Lions e mettendo a segno un tackle. Nella settimana 6 disputò la prima gara come titolare contro i Green Bay Packers e nella settimana 11 mise a segno il primo sack in carriera su Alex Smith dei Kansas City Chiefs. La sua stagione da rookie si concluse con 73 tackle, 2 sack e 1 fumble forzato in 14 presenze, di cui 9 come titolare.

#### Stagione 2016
Il 25 settembre 2016, nella sconfitta contro gli Indianapolis Colts, Perryman mise a segno 10 tacke e 1 sack su Andrew Luck. Alla settimana 7, Perryman fu fondamentale per la vittoria nel tempo supplementare contro gli Atlanta Falcons con 7 tackle, un passaggio bloccato e il suo primo intercetto in carriera su Matt Ryan avvenuto a tre minuti dal termine della partita. Dopo un infortunio che gli fece saltare alcune gare, alla settimana 12 contro gli Houston Texans mise a segno 10 tackle. Il 24 dicembre 2016, alla settimana 16 contro i Cleveland Browns, collezionò altri 7 tackle e 1 sack su Robert Griffin III. Concluse la stagione con 12 presenze, di cui 11 da titolare, in cui realizzò 72 tackle, 2 sack e 2 passaggi deviati.

#### Stagione 2017
Durante la partita di precampionato contro i Seattle Seahawks Perryman soffrì un serio infortunio alla caviglia e il 4 settembre 2017 fu inserito in lista riserve/infortunati. Perryman giocò la sua prima partita stagionale il 12 novembre 2017, alla settimana 10 contro i Jacksonville Jaguars, in cui mise a segno 10 tackle. Il 16 dicembre 2017, alla settimana 15 contro i Kansas City Chiefs, si infortunò nuovamente, questa volta ad un ginocchio. Tornò a giocare nella gara della settimana 17 contro gli Oakland Raiders in cui mise a segno 3 tacke, di cui 2 solitari. Terminò la stagione con sole 7 gare giocate, 6 da titolare, con 37 tackle, di cui 25 solitari.

#### Stagione 2018
Dopo aver giocato da titolare tutte le prime 9 partite della stagione, l'11 novembre 2018, nella partita contro gli Oakland Raiders di settimana 10, Perryman si infortunò gravemente al ginocchio, tanto da necessitare di un intervento chirurgico. Terminò così anzitempo la sua stagione in cui mise a segno 51 tackle, di cui 30 solitari, e 2 passaggi deviati.

#### Stagione 2019
L'8 marzo 2019 Perryman firmò un'estensione contrattuale di due anni coi Chargers per un importo complessivo di 12 milioni di dollari. Il 1º dicembre 2019, alla settimana 13 contro i Denver Broncos, Perryman mise a segno il suo primo intercetto della stagione su Drew Lock. In stagione giocò 14 gare, 10 da titolare, collezionando 68 tackle, di cui 50 solitari, e 1 fumble forzato.

#### Stagione 2020
Con l'arrivo del rookie Kenneth Murray, scelto al primo giro (23º assoluto) del Draft NFL 2020 dai Los Angeles Chargers, fu vagliata la possibilità di mettere Perryman sul mercato, ma infine rimase con i Chargers. Il 13 settembre 2020, nella gara contro i Cincinnati Bengals di settimana 1, Perryman forzò il fumble di Joe Mixon. Il 22 novembre 2020, nella gara di settimana 11 contro i New York Jets, Perryman realizzò il suo primo sack della stagione su Joe Flacco. Concluse la stagione giocando 14 gare, 6 da titolare, realizzando 48 tackle, di cui 25 solitari, 1 sack, 1 fumble forzato e 1 passaggio deviato.

### Carolina Panthers
Concluso il contratto coi Chargers e diventato quindi free-agent, il 17 marzo 2021 Perryman firmò con i Carolina Panthers un contratto biennale da 6 milioni di dollari. A luglio 2021 Perryman dichiarò che non si sarebbe vaccinato contro il COVID-19. Ad agosto 2021 Perryman subì prima un infortunio ai flessori dell'anca e poi, rientrato, subì una ricaduta. Questi infortuni gli impedirono di prendere parte alle gare di precampionato contro gli Indianapolis Colts e i Baltimore Ravens.

### Las Vegas Raiders
Il 25 agosto 2021 Perryman fu scambiato dai Panthers con i Las Vegas Raiders, insieme ad una scelta del settimo giro del Draft NFL 2022, per una scelta del sesto giro dello stesso draft.

#### Stagione 2021
In stagione Perryman fece registrare una serie di record personali, risultando il miglior difensore della squadra: su 15 partite giocate, tutte da titolare, mise a segno 154 tackle, di cui 102 solitari, 1 fumble forzato e 3 passaggi deviati. Perryman fece inoltre il suo esordio in una gara dei play-off, la partita di Wild Card persa per 26—19 contro i Cincinnati Bengals, in cui mise a segno 9 tackle, di cui 6 solitari.. 
A fine stagione Perryman fu convocato per il suo primo Pro Bowl, risultando anche il più votato dai fan tra i linebacker.

#### Stagione 2022
Nella sua seconda stagione a Las Vegas Perryman ebbe prestazioni inferiori rispetto alla precedente, anche a causa di una serie di infortuni che lo limitarono nel corso dell'anno. Nella gara della settimana 1 contro i Los Angeles Chargers dell'11 settembre 2022 riportò un infortunio alla caviglia, che gli fece saltare le successive due gare per tornare poi alla settimana 4 contro i Denver Broncos dove però subì una concussione. La prima partita in cui Perryman riuscì a giocare tutti gli snap difensivi fu quella della settimana 14 contro i Los Angeles Rams, avendo comunque poi un problema all'anca. Nella gara del sedicesimo turno, la sconfitta 10-13 contro i Pittsburgh Steelers del 24 dicembre 2022, dopo aver fatto registrare il suo secondo intercetto in stagione sul rookie quarterback Kenny Pickett, Perryman subì un infortunio alla spalla che gli fece terminare anzitempo la partita e che lo costrinse nei giorni successivi ad essere inserito nella lista riserve/infortunati concludendo la sua stagione. Terminò l'annata con 12 partite giocate, di cui 11 da titolare, 83 tackle, 1,0 sack e 2 passaggi deviati.

### Houston Texans
Il 22 marzo 2023 Perryman firmò da free agent un contratto annuale con gli Houston Texans da 3,5 milioni di dollari.

#### Stagione 2023
Debuttò con i Texans il 10 settembre 2023 giocando da titolare nella gara di settimana 1, la sconfitta 9-25 contro i Baltimore Ravens guidando la squadra con 11 tackle, di cui 6 solitari. Dopo la gara del secondo turno, la sconfitta 20-31 contro gli Indianapolis Colts, Perryman fu multato dalla lega per 66.666 dollari, multa più alta comminata ad un giocatore fino a quel momento della stagione, per un colpo giudicato eccessivamente violento, ma che durante la gara non fu segnalato dagli arbitri.
Nella gara di settimana 10, la vittoria 30-27 contro i Cincinnati Bengals, Perryman fu protagonista dell'ennesimo colpo violento (casco contro casco) questa volta nei confronti di Ja'Marr Chase, episodio che, oltre ad essere punito dagli arbitri durante la partita, portò la lega il 14 novembre 2023 a sospendere Perryman per tre gare, visto che era il sesto episodio di questo tipo in carriera. La squalifica fu quindi ridotta a due gare dopo l'appello presentato da Perryman, che dunque restó fuori per le gare dell'undicesimo e del dodicesimo turno. Terminò la stagione regolare con 12 presenze, 11 da titolare, con 76 tackle e 0,5 sack, e giocando da titolare le due partite dei play-off disputate dai Texans.

### Ritorno con i Chargers

#### Stagione 2024
Il 19 marzo 2024 Perryman tornò con i Los Angeles Chargers firmando un contratto annuale da 3 milioni di dollari. In stagione fece 11 presenze, tutte da titolare, totalizzando 55 tackle, di cui 39 in solitaria, e un sack.

#### Stagione 2025
Il 12 marzo 2025 firmò per un altro anno con i Chargers.

## Palmarès
- Convocazioni al Pro Bowl: 1

2021
- Difensore della AFC della settimana: 1

7ª del 2016

## Statistiche

### Stagione regolare
| Stagione | Stagione | Stagione | Stagione | Difesa  | Difesa  | Difesa  | Difesa | Difesa | Difesa | Difesa |
| Anno     | Squadra  | P        | PT       | T. tot. | T. sol. | T. ass. | Sck    | Saf    | P.D.   | F.F.   |
| -------- | -------- | -------- | -------- | ------- | ------- | ------- | ------ | ------ | ------ | ------ |
| 2015     | SDC      | 14       | 9        | 73      | 64      | 9       | 2,0    | 0      | 0      | 1      |
| 2016     | SDC      | 12       | 11       | 72      | 56      | 16      | 2,0    | 0      | 0      | 0      |
| 2017     | LAC      | 7        | 6        | 37      | 25      | 12      | 0,0    | 0      | 0      | 0      |
| 2018     | LAC      | 9        | 9        | 51      | 30      | 21      | 0,0    | 0      | 2      | 0      |
| 2019     | LAC      | 14       | 10       | 68      | 50      | 18      | 0,0    | 0      | 1      | 1      |
| 2020     | LAC      | 13       | 6        | 48      | 25      | 23      | 1,0    | 0      | 1      | 1      |
| 2021     | LV       | 15       | 15       | 154     | 102     | 52      | 0,0    | 0      | 3      | 1      |
| 2022     | LV       | 12       | 11       | 83      | 54      | 29      | 1,0    | 0      | 2      | 0      |
| 2023     | HOU      | 12       | 11       | 76      | 45      | 31      | 0,5    | 0      | 3      | 0      |
| 2024     | LAC      | 11       | 11       | 55      | 39      | 16      | 1,0    | 0      | 0      | 0      |
| Totale   | Totale   | 119      | 99       | 717     | 490     | 227     | 7,5    | 0      | 10     | 4      |

### Playoff
| Stagione | Stagione | Stagione | Stagione | Difesa  | Difesa  | Difesa  | Difesa | Difesa | Difesa | Difesa |
| Anno     | Squadra  | P        | PT       | T. tot. | T. sol. | T. ass. | Sck    | Sfy    | P.D.   | F.F.   |
| -------- | -------- | -------- | -------- | ------- | ------- | ------- | ------ | ------ | ------ | ------ |
| 2021     | LV       | 1        | 1        | 9       | 6       | 3       | 0,0    | 0      | 0      | 0      |
| 2023     | HOU      | 2        | 2        | 8       | 5       | 3       | 0,0    | 0      | 0      | 0      |
| 2024     | LAC      | 1        | 1        | 2       | 0       | 2       | 0,0    | 0      | 0      | 0      |
| Totale   | Totale   | 4        | 4        | 19      | 11      | 8       | 0,0    | 0      | 0      | 0      |

Fonte: Football Database
In grassetto i record personali in carriera — Statistiche aggiornate alla stagione 2024